# Даба (Грузия)
Даба (груз. დაბა) — село в Грузии, на территории Боржомского муниципалитета края (мхаре) Самцхе-Джавахети.

## География
Село находится на юге центральной части Грузии, на правом берегу реки Гуджаретисцкали, на расстоянии 5 километров (по прямой) к юго-востоку от города Боржоми, административного центра муниципалитета. Абсолютная высота — 1019 метр над уровнем моря.

## Население
По результатам официальной переписи населения 2014 года, в Даба проживало 194 человека (99 мужчин и 95 женщин). В национальной структуре населения грузины составляли 99,5 %, осетины — 0,5 %.
| Год  | Население, человек |
| ---- | ------------------ |
| 2002 | 238                |
| 2014 | ↘ 194              |